# 長尾真
長尾 真（ながお まこと、1936年（昭和11年）10月4日 - 2021年（令和3年）5月23日）は、日本の情報工学者。位階は正三位。
京都大学工学部電子工学科卒業。京都大学総長、京都大学名誉教授、国際高等研究所所長、独立行政法人情報通信研究機構理事長、国立国会図書館長を歴任。

## 人物

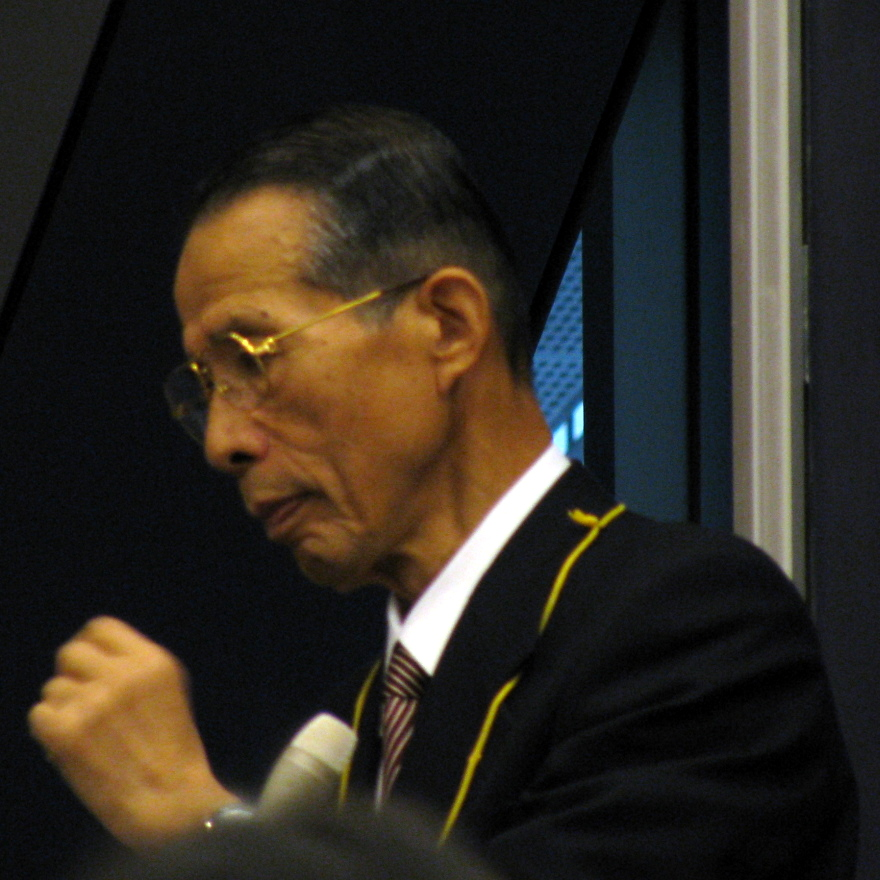
Wikimedia Conference Japan 2009 にて（2009年11月22日、東京大学工学部2号館）

専門は、自然言語処理・画像処理・パターン認識。パターン認識の分野では、手書き文字の認識方式を提案した。この手法は、初期の郵便番号読み取り装置へ応用された。以降、電子図書館システムの研究を主に手がけている。自動翻訳やAIにつながる技術の原理を開発した。
自伝に「情報を読む力、学問する心」（ミネルヴァ書房、2010年）がある。
弟子には金出武雄、辻井潤一、松山隆司、松本裕治、佐藤理史、黒橋禎夫、中村裕一らがいる。
電子情報通信学会会長・情報処理学会会長などを歴任。1997年から2003年まで京都大学総長を務め、国立大学協会会長として国立大学法人化を行った。また、自ら機械翻訳国際連盟（下部組織の日本機械翻訳協会は現「アジア太平洋機械翻訳協会」）・言語処理学会を設立し、初代会長を務めた。
京都大学退官後、2004年に旧通信総合研究所と旧通信・放送機構が統合して設立された情報通信研究機構の初代理事長に就任。2007年に国立国会図書館長に就任。なお図書館界とは電子図書館の開発で以前から縁が深く、京都大学総長在任中から、日本図書館協会会長を務めていた。2014年には、日本学士院会員（自然科学部門、工学分科）に就任。2015年に国際高等研究所所長に就任。2016年に京都府公立大学法人理事長に就任。
2021年5月23日、出血性脳梗塞のため死去。84歳没。死没日をもって正三位に叙される。

## 来歴
- 1955年 - 滋賀県立膳所高等学校卒業
- 1959年 - 京都大学工学部[1]電子工学科卒業
- 1961年 - 同大学院工学研究科電子工学専攻修士課程修了[2]、京都大学工学部助手に就任[2]
- 1966年 - 学位論文『Studies on language analysis procedure and character recognition 』で京都大学より工学博士の学位を取得[1]
- 1967年 - 同講師に昇任
- 1968年 - 同助教授に昇任[2]
- 1973年 - 同教授に昇任[1]
- 1986年 - 京都大学大型計算機センター長に就任
- 1991年 - 機械翻訳国際連盟を設立
- 1994年 - 言語処理学会を設立
- 1995年 - 京都大学附属図書館長に就任
- 1996年 - 京都大学総長特別補佐に就任[13]
- 1997年
  - 京都大学大学院工学研究科長・工学部長に就任
  - 京都大学総長に就任[1]
- 2004年 - 情報通信研究機構理事長に就任[1]
- 2007年 - 国立国会図書館長に就任[1]（2012年退任）
- 2013年 - 京都市音楽芸術文化振興財団理事長に就任
- 2014年 - 日本学士院会員（第2部、第5分科）に就任
- 2015年 - 国際高等研究所所長に就任（2018年退任）
- 2016年4月 - 京都府公立大学法人理事長に就任（2018年退任）

## 受賞・栄典等
- 1977年 - 情報処理学会論文賞
- 1986年 - 電子情報通信学会業績賞
- 1993年
  - IEEE Emanuel R. Piore Award[14]
  - 電子情報通信学会功績賞
- 1996年 - 京都新聞文化賞
- 1997年
  - 情報処理学会功績賞
  - 機械翻訳国際連盟栄誉賞
  - 紫綬褒章[1]
- 1999年
  - NHK放送文化賞
  - ノッティンガム大学名誉博士
  - C&C賞
- 2000年 - IEEEフェロー
- 2003年 - Association for Computational Linguistics Lifetime Achievement Award[15]
- 2004年 - フランス共和国レジオンドヌール勲章シュヴァリエ
- 2005年 - 日本国際賞
- 2008年 - 文化功労者
- 2012年 - 京都市特別功労賞
- 2018年 - 文化勲章[5]
- 2020年 - 京都市名誉市民

## 著作

### 著書
- 『画像認識論』コロナ社〈情報工学講座 16〉、1983年2月。ISBN 9784339020151。 NCID BN00782079。全国書誌番号:83019155。
- 『パターン情報処理』コロナ社〈電子通信学会大学シリーズ I-4〉、1983年3月。ISBN 9784339000573。 NCID BN00629989。全国書誌番号:83023429。
- 『言語工学』昭晃堂〈人工知能シリーズ 2〉、1983年6月。ISBN 9784785630423。 NCID BN0049720X。全国書誌番号:84015761。
- 『コンピュータのパターン認識』東京大学出版会〈認知科学選書 3〉、1985年12月。ISBN 9784130130530。 NCID BN00620168。全国書誌番号:86020371。
- 『機械翻訳はどこまで可能か』岩波書店、1986年2月。ISBN 9784000076661。 NCID BN00201427。全国書誌番号:86026754。
- 『知識と推論』岩波書店〈岩波講座ソフトウェア科学 14〉、1988年7月。ISBN 9784000103541。 NCID BN02412219。全国書誌番号:88046021。
- 『画像と言語の認識工学』コロナ社〈エレクトロニクスモノグラフシリーズ 2〉、1989年1月。ISBN 9784339010169。 NCID BN02968566。全国書誌番号:89016242。
- 『人工知能が人間を理解するとき』三田出版会〈ステアリングシリーズ 科学技術を先導する30人 27〉、1990年8月。ISBN 9784895830591。 NCID BN05285027。全国書誌番号:90054699。
- 『人工知能と人間』岩波書店〈岩波新書〉、1992年12月。ISBN 9784004302599。 NCID BN08459860。全国書誌番号:93026939。
- 『電子図書館』岩波書店〈岩波科学ライブラリー 15〉、1994年9月。ISBN 9784000065153。 NCID BN11279492。全国書誌番号:95007958。
  - 『電子図書館』（新装版）岩波書店、2010年3月。ISBN 9784000057035。 NCID BB01571245。全国書誌番号:21746648。
- 『「わかる」とは何か』岩波書店〈岩波新書〉、2001年2月。ISBN 9784004307136。 NCID BA50659152。全国書誌番号:20162212。
- 『学術無窮 大学の変革期を過ごして 1997-2003』京都大学学術出版会、2004年10月。ISBN 9784876986408。 NCID BA69763160。全国書誌番号:20728759。
- 『久留米・鳥栖・小郡・基山三市一町図書館協力協議会20周年記念誌』「久留米・鳥栖・小郡・基山三市一町図書館協力協議会20周年記念誌」編集委員会、2009年3月。 NCID BB08642625。全国書誌番号:21605406。
- 『情報を読む力、学問する心』ミネルヴァ書房〈シリーズ「自伝」my life my world〉、2010年7月。ISBN 9784623058402。 NCID BB02540098。全国書誌番号:21801601。
- 『未来の図書館を作るとは』長尾真、2012年3月。 NCID BB10673009。全国書誌番号:22035284。
- 『情報学は哲学の最前線』アカデミック・リソース・ガイド、2019年2月。 NCID BB28039896。全国書誌番号:23258515。
- 『楽天知命 気楽なよしなしごと』アスパラ、2019年11月。ISBN 9784901022187。 NCID BB29717584。全国書誌番号:23311092。
- 『心の時代と神道』アスパラ、2020年6月。ISBN 9784901022224。

### 編集
- 『言語の機械処理』三省堂〈講座現代の言語 7〉、1984年1月。ISBN 9784385306674。 NCID BN00492658。全国書誌番号:84021724。
- 『自然言語処理』岩波書店〈岩波講座ソフトウェア科学 15〉、1996年4月。ISBN 9784000103558。 NCID BN14194170。全国書誌番号:96061146。

### 編著
- 『人工知能 実用化の時代へ』新潮社〈新潮文庫〉、1986年4月。ISBN 9784101462011。 NCID BN00671136。全国書誌番号:86035696。
- 『コンピュータで翻訳する』長尾真・牧野武則共編著、共立出版、1995年2月。ISBN 9784320027213。 NCID BN12122430。全国書誌番号:95036697。

### 共著
- 長尾真、原田勝、石川徹也、谷口敏夫、久保正敏、澤田芳郎『研究情報ネットワーク論』勁草書房、1994年3月。ISBN 9784326000111。 NCID BN10495426。全国書誌番号:94040605。
- 長尾真、黒橋禎夫、佐藤理史、池原悟、中野洋『言語情報処理』岩波書店〈岩波講座言語の科学 9〉、1998年2月。ISBN 9784000108591。 NCID BA34626709。全国書誌番号:98078294。
  - 長尾真、黒橋禎夫、佐藤理史、池原悟、中野洋『言語情報処理』岩波書店〈岩波講座言語の科学 9〉、2004年12月。ISBN 9784000069083。 NCID BA69445722。全国書誌番号:20716820。
- 長尾真、中川裕志、松本裕治、橋田浩一、John Bateman『言語の数理』岩波書店〈岩波講座言語の科学 8〉、1999年1月。ISBN 9784000108584。 NCID BA3962569X。全国書誌番号:99068412。
  - 長尾真、中川裕志、松本裕治、橋田浩一、John Bateman『言語の数理』岩波書店〈岩波講座言語の科学 8〉、2004年11月。ISBN 9784000069083。 NCID BA69445722。全国書誌番号:20716820。
- 長尾真、安西祐一郎、神岡太郎、橋本周司『マルチメディア情報学の基礎』岩波書店〈岩波講座マルチメディア情報学 1〉、1999年10月。ISBN 9784000109611。 NCID BA43555044。全国書誌番号:20012077。
- 長尾真、宇津呂武仁、島津明、匂坂芳典、井口征士、片寄晴弘『文字と音の情報処理』岩波書店〈岩波講座マルチメディア情報学 4〉、2000年1月。ISBN 9784000109642。 NCID BA44875299。全国書誌番号:20036861。
- 長尾真、松山隆司、杉本晃宏、佐藤理史、麻生英樹『情報の組織化』岩波書店〈岩波講座マルチメディア情報学 2〉、2000年7月。ISBN 9784000109628。 NCID BA47545676。全国書誌番号:20098503。
- 河合俊雄、吉岡洋、西垣通、尾形哲也、長尾真『〈こころ〉とアーティフィシャル・マインド』創元社、2021年2月。ISBN 9784422117577。 NCID BC05964779。全国書誌番号:23493581。

### 共編
- 長尾真・田中穂積・牧野武則・野村浩郷・内田裕士・石崎俊共編 編『機械翻訳サミット』オーム社、1989年3月。ISBN 9784274074462。 NCID BN03310484。全国書誌番号:89030437。
- 長尾真・石田晴久・稲垣康善・田中英彦・辻井潤一・所真理雄・中田育男・米澤明憲共編 編『岩波情報科学辞典』岩波書店、1990年5月。ISBN 9784000800747。 NCID BN04645692。全国書誌番号:。
- 長尾, 真、遠藤, 薫、吉見, 俊共編 編『書物と映像の未来 グーグル化する世界の知の課題とは』岩波書店、2010年11月。ISBN 9784000234801。 NCID BB03791978。全国書誌番号:21857937。

### 翻訳
- Azriel Rosenfeld、Avinash C.Kak『ディジタル画像処理』長尾真監訳、近代科学社、1978年12月。 NCID BN00587652。全国書誌番号:79004420。
- Azriel Rosenfeld、Avinash C.Kak『ディジタル画像処理』長尾真・白井良明共訳、培風館、1980年9月。 NCID BN00803485。全国書誌番号:80040281。
- P.H.ウィンストン『人工知能』長尾真・白井良明共訳、培風館、1980年9月。ISBN 9784563007478。 NCID BN00803485。全国書誌番号:80040281。
- A.Bundy 編『人工知能入門』長尾真監訳、近代科学社、1981年12月。ISBN 9784764900752。 NCID BN00604875。全国書誌番号:82012011。
- Chin-Liang Chang、Richard Char-Tung Lee『コンピュータによる定理の証明』長尾真・辻井潤一共訳、日本コンピュータ協会〈コンピュータ・サイエンス研究書シリーズ 27〉、1983年9月。 NCID BN00844314。全国書誌番号:85013050。
- J.マイヤーズ、T.バジェット、M.トーマス、C.サンドラー『ソフトウェア・テストの技法』長尾真監訳、松尾正信訳、近代科学社、2006年7月。ISBN 9784764903296。 NCID BA78213535。全国書誌番号:21086560。

### 監修
- 川崎良孝 編『大学生と「情報の活用」 情報探索入門』京都大学図書館情報学研究会〈京都大学全学共通科目講義録〉、1999年3月。ISBN 9784820498254。 NCID BA41098983。全国書誌番号:99102688。
  - 川崎良孝 編『大学生と「情報の活用」 情報探索入門』（増補版）京都大学図書館情報学研究会〈京都大学全学共通科目講義録〉、2001年4月。ISBN 9784820400264。 NCID BA50896555。全国書誌番号:20146542。
- 『ヒューマン・インフォマティクス 触れる・伝える・究めるデジタル生活情報術』工作舎、2005年6月。ISBN 9784875023869。 NCID BA72296992。全国書誌番号:20794168。
- 『デジタル時代の知識創造 変容する著作権』KADOKAWA〈角川インターネット講座 03〉、2015年1月。ISBN 9784046538833。 NCID BB17693944。全国書誌番号:22528905。